# Keith Hamilton Cobb
Keith Hamilton Cobb (* 28. Januar 1962 in Sleepy Hollow) ist ein US-amerikanischer Schauspieler.
Cobb wurde hauptsächlich bekannt durch seine Rollen als mitleidloser Söldner Tyr Anasazi in der Science-Fiction-Serie Andromeda (2000 bis 2004) und als Noah Keefer in All My Children (1994 bis 1996). Er hatte auch zwei Auftritte in der Serie BeastMaster (1999).

## Leben und Werk
Cobb wurde am 28. Januar 1962 in Sleepy Hollow (New York) geboren. Er besuchte 1987 an der New York University eine Kunstschule und studierte dort. Als klassisch ausgebildeter Schauspieler trat er zu Beginn in einer Reihe von Shakespeare-Theaterstücken in New York auf, bevor er sich Mitte der 1990er dem Fernsehen zuwandte. Einer seiner ersten Filme war Eyes beyond Seeing im Jahr 1995, Cobb spielt darin einen psychisch Kranken, der behauptet, Jesus Christus zu sein.
Die Rolle, die Cobb kurz in BeastMaster spielt, ist seiner Rolle in Andromeda sehr ähnlich.

## Filmografie (Auswahl)
Filme
- 1989: Cold Light of Day
- 1990: Des Teufels Unschuld (Astonished)
- 1995: Eyes Beyond Seeing
- 2002: Sleepaway Camp IV: The Survivor

Fernsehserien
- 1994–1996: All My Children (23 Folgen)
- 1995: Der Prinz von Bel-Air (The Fresh Prince of Bel-Air, eine Folge)
- 1997: Boston College (Boston Common, eine Folge)
- 1999: Total Recall 2070 (eine Folge)
- 1999: Susan (Suddenly Susan, eine Folge)
- 1999–2000: Beastmaster – Herr der Wildnis (BeastMaster, zwei Folgen)
- 2000–2004: Andromeda (68 Folgen)
- 2003: One on One (eine Folge)
- 2003: The Twilight Zone (eine Folge)
- 2003–2005: Schatten der Leidenschaft (The Young and the Restless, 139 Folgen)
- 2006: Noah’s Arc (6 Folgen)
- 2007: CSI: Miami (eine Folge)

## Trivia
- Cobbs erste Hauptrolle war der Character Noah Keefer in der Soap-Opera All My Children von 1994 bis 1996.
- Cobb verließ die Fernsehserie Andromeda nach der dritten Staffel, da er mit der Entwicklung seiner Rolle als Tyr Anasazi unzufrieden war.